# Marília Pinto
Marília Natália Pinto Reginatto (Rio de Janeiro, 25 de setembro de 1958), é uma médica e política brasileira do Estado de Roraima.

## Biografia
Filha do ex-governador de Roraima, Ottomar Pinto, foi para Roraima em 1991, sendo Diretora da Maternidade Nossa Senhora de Nazaré, de 1991 a 1994. Em 1995, foi Secretária Estadual de Saúde. Dois anos depois, assumiu o cargo de Diretora das Unidades Municipais de Saúde de Boa Vista, quando participou da implantação do Hospital da Criança.
Em 2001, Marília foi Secretária da Saúde de Rorainópolis. Exerceu cargo de médica na Maternidade de Boa Vista, Nossa Senhora de Nazaré.
Deputada Estadual eleita em 2002, pelo PTB, reelegeu-se em 2006, pelo PSDB. Nas Eleições estaduais de Roraima em 2010, já filiada ao PSB, concorreu ao cargo de vice-governadora na chapa encabeçada por Neudo Campos, que foi derrotada no segundo turno.